# District de Budakeszi
Le district de Budakeszi (en hongrois : Budakeszi járás) est un des 18 districts du comitat de Pest en Hongrie. Créé en 2013, il compte 84 646 habitants et rassemble 12 localités : 8 communes et 4 villes dont Budakeszi, son chef-lieu.

## Localités
- Biatorbágy
- Budajenő
- Budakeszi
- Budaörs
- Herceghalom
- Nagykovácsi
- Páty
- Perbál
- Remeteszőlős
- Telki
- Tök
- Zsámbék